# Židovice, Litoměřice
Židovice là một làng thuộc huyện Litoměřice, vùng Ústecký, Cộng hòa Séc.